# Sweet Vibrations
Sweet Vibrations è il quarto album di Sonique pubblicato nel 2011.

## Tracce
1. Don't Give A Damn
2. Cockney
3. Say A Little Prayer
4. Take Control
5. World Of Change
6. Sweet Vibrations
7. Better Than That
8. Secrets
9. You And Me
10. No
11. Nana
12. Running Away
13. Together
14. Cannot Let You Go